# Teddy Cardama
Teddy Cardama Sinti (Iquitos, 15 de agosto de 1966), exfutbolista y director técnico. Se desempeñaba en la posición de defensa.

## Trayectoria

### Como futbolista
Cardama tuvo una trayectoria muy corta. Hizo las divisiones menores en Sporting Cristal. Debutó en 1985 y a mediados de 1987 pasó al UTC, luego por Atlético Grau. 
En 1990, apenas con 23 años, terminó su carrera por una lesión en la rodilla.

### Como director técnico
Comenzó trabajando junto a Alberto Gallardo en las divisiones menores de Sporting Cristal. En 1996 dirigió en la Copa Perú a Coronel Bolognesi. El 13 de septiembre de 1999 fue presentado como director técnico de la selección de Perú sub-23 aunque no logró clasificar a los Juegos Olímpicos de Sídney. El 3 de febrero de 2000 fue anunciado como nuevo asistente técnico de Francisco Maturana en la selección de Perú.
El 20 de septiembre de 2000 asumió la dirección técnica de Sport Boys. Luego dirigió sin mayor trascendencia a Universitario de Deportes y Cienciano. Entre 2005 y 2006 cumplió una campaña irregular con Melgar y el 5 de abril de 2006 fue separado del club. Ese año terminó dirigiendo a José Gálvez. Entre 2011 y 2014 hizo discretas campañas con León de Huánuco, Cobresol y Los Caimanes; estos dos últimos terminaron descendiendo.
Más del 70% de su carrera la desarrolló en Alianza Atlético, al que llegó en 1997 por primera vez. En 2002 no cumplió el objetivo de clasificar a la Copa Libertadores, mientras que en 2004 y 2009 afrontó la Copa Sudamericana y quedó eliminado en la segunda fase y octavos de final, respectivamente. Como curiosidad, Cardama renunció dos veces en menos de cinco meses. Una de sus mayores satisfacciones fue en 2009 cuando lo salvó del descenso.

## Políticas
Cardama será candidato al Congreso con Partido Popular Cristiano en las elecciones generales de Perú de 2021.

## Clubes

### Como futbolista
| Club                       | País | Año         |
| -------------------------- | ---- | ----------- |
| Sporting Cristal           | Perú | 1985 - 1987 |
| Univ. Técnica de Cajamarca | Perú | 1987        |
| Atlético Grau              | Perú | 1988        |
| Sporting Cristal           | Perú | 1989 - 1990 |

### Como director técnico

#### A nivel profesional
| Club                      | País | Año         |
| ------------------------- | ---- | ----------- |
| Alianza Atlético          | Perú | 1997 - 1999 |
| Selección de Perú sub-23  | Perú | 2000        |
| Sport Boys                | Perú | 2000        |
| Universitario de Deportes | Perú | 2001        |
| Alianza Atlético          | Perú | 2002        |
| Cienciano                 | Perú | 2002        |
| Alianza Atlético          | Perú | 2003 - 2005 |
| F. B. C. Melgar           | Perú | 2005 - 2006 |
| José Gálvez               | Perú | 2006        |
| Alianza Atlético          | Perú | 2007 - 2010 |
| Cobresol                  | Perú | 2011 - 2012 |
| León de Huánuco           | Perú | 2012        |
| Los Caimanes              | Perú | 2013 - 2014 |
| Alianza Atlético          | Perú | 2015        |
| Carlos A. Mannucci        | Perú | 2016 -2017  |
| Sport Boys                | Perú | 2020 - 2021 |
| Juan Aurich               | Perú | 2022 -      |

#### A nivel amateur
| Club              | País | Año         |
| ----------------- | ---- | ----------- |
| Coronel Bolognesi | Perú | 1996 - 1997 |
| León de Huánuco   | Perú | 2018        |

### Como asistente técnico
| Club              | País | Año  |
| ----------------- | ---- | ---- |
| Selección de Perú | Perú | 2000 |

## Estadísticas
| Club | País                   | Años                   | Categoría              | Campeonato local (1) | Campeonato local (1) | Campeonato local (1) | Campeonato local (1) | Copa nacional (2) | Copa nacional (2) | Copa nacional (2) | Copa nacional (2) | Torneo internacional (3) | Torneo internacional (3) | Torneo internacional (3) | Torneo internacional (3) | Total | Total | Total | Total | Total | Total | Total | Total | Total |
| Club | País                   | Años                   | Categoría              | PJ                   | PG                   | PE                   | PP                   | PJ                | PG                | PE                | PP                | PJ                       | PG                       | PE                       | PP                       | PJ    | PG    | PE    | PP    | %     | GF    | GC    | DG    |       |
| --- | ---------------------- | ---------------------- | ---------------------- | -------------------- | -------------------- | -------------------- | -------------------- | ----------------- | ----------------- | ----------------- | ----------------- | ------------------------ | ------------------------ | ------------------------ | ------------------------ | ----- | ----- | ----- | ----- | ----- | ----- | ----- | ----- | ----- |
| Alianza Atlético | Bandera de Perú        | 1997 - 1999            | Primera División       | 91                   | 29                   | 28                   | 34                   | -                 | -                 | -                 | -                 | -                        | -                        | -                        | -                        | 91    | 29    | 28    | 34    | 42%   | 141   | 134   | +7    |       |
| Selección de Perú sub-23 | Bandera de Perú        | 2000                   | Sub-23                 | -                    | -                    | -                    | -                    | -                 | -                 | -                 | -                 | 4                        | 2                        | 1                        | 1                        | 4     | 2     | 1     | 1     | 58%   | 10    | 8     | +2    |       |
| Sport Boys | Bandera de Perú        | 2000                   | Primera División       | 13                   | 3                    | 4                    | 6                    | -                 | -                 | -                 | -                 | -                        | -                        | -                        | -                        | 13    | 3     | 4     | 6     | 33%   | 12    | 13    | -1    |       |
| Universitario de Deportes | Bandera de Perú        | 2001                   | Primera División       | 26                   | 10                   | 8                    | 8                    | -                 | -                 | -                 | -                 | 6                        | 3                        | 1                        | 2                        | 32    | 13    | 9     | 10    | 50%   | 42    | 34    | +8    |       |
| Alianza Atlético | Bandera de Perú        | 2002                   | Primera División       | 20                   | 9                    | 3                    | 8                    | -                 | -                 | -                 | -                 | -                        | -                        | -                        | -                        | 20    | 9     | 3     | 8     | 50%   | 34    | 24    | +10   |       |
| Cienciano | Bandera de Perú        | 2002                   | Primera División       | 22                   | 11                   | 3                    | 8                    | -                 | -                 | -                 | -                 | -                        | -                        | -                        | -                        | 22    | 11    | 3     | 8     | 55%   | 50    | 44    | +6    |       |
| Alianza Atlético | Bandera de Perú        | 2003 - 2005            | Primera División       | 80                   | 37                   | 21                   | 22                   | -                 | -                 | -                 | -                 | 4                        | 1                        | 0                        | 3                        | 84    | 38    | 21    | 25    | 54%   | 124   | 99    | +25   |       |
| F. B. C. Melgar | Bandera de Perú        | 2005 - 2006            | Primera División       | 32                   | 11                   | 6                    | 15                   | -                 | -                 | -                 | -                 | -                        | -                        | -                        | -                        | 32    | 11    | 6     | 15    | 41%   | 35    | 52    | -17   |       |
| José Gálvez | Bandera de Perú        | 2006                   | Primera División       | 23                   | 6                    | 7                    | 10                   | -                 | -                 | -                 | -                 | -                        | -                        | -                        | -                        | 23    | 6     | 7     | 10    | 36%   | 24    | 29    | -5    |       |
| Alianza Atlético | Bandera de Perú        | 2007 - 2010            | Primera División       | 147                  | 46                   | 41                   | 60                   | -                 | -                 | -                 | -                 | 4                        | 1                        | 2                        | 1                        | 151   | 47    | 43    | 61    | 41%   | 164   | 189   | -25   |       |
| Cobresol | Bandera de Perú        | 2011 - 2012            | Primera División       | 34                   | 9                    | 14                   | 11                   | 1                 | 0                 | 0                 | 1                 | -                        | -                        | -                        | -                        | 35    | 9     | 14    | 12    | 39%   | 34    | 46    | -12   |       |
| León de Huánuco | Bandera de Perú        | 2012                   | Primera División       | 9                    | 3                    | 3                    | 3                    | -                 | -                 | -                 | -                 | -                        | -                        | -                        | -                        | 9     | 3     | 3     | 3     | 44%   | 9     | 9     | 0     |       |
| Los Caimanes | Bandera de Perú        | 2013                   | Segunda División       | 24                   | 12                   | 10                   | 2                    | -                 | -                 | -                 | -                 | -                        | -                        | -                        | -                        | 24    | 12    | 10    | 2     | 64%   | 44    | 28    | +16   |       |
| Los Caimanes | Bandera de Perú        | 2014                   | Primera División       | 13                   | 2                    | 2                    | 9                    | 14                | 4                 | 6                 | 4                 | -                        | -                        | -                        | -                        | 27    | 6     | 8     | 13    | 32%   | 26    | 45    | -19   |       |
| Alianza Atlético | Bandera de Perú        | 2015                   | Primera División       | 32                   | 10                   | 7                    | 15                   | 10                | 3                 | 0                 | 7                 | -                        | -                        | -                        | -                        | 42    | 13    | 7     | 22    | 37%   | 51    | 66    | -15   |       |
| Total Alianza Atlético | Total Alianza Atlético | Total Alianza Atlético | Total Alianza Atlético | 370                  | 131                  | 100                  | 139                  | 10                | 3                 | 0                 | 7                 | 8                        | 2                        | 2                        | 4                        | 388   | 136   | 102   | 150   | 44%   | 514   | 512   | +2    |       |
| Total Primera División | Total Primera División | Total Primera División | Total Primera División | 542                  | 186                  | 147                  | 209                  | 25                | 7                 | 6                 | 12                | -                        | -                        | -                        | -                        | 567   | 193   | 153   | 221   | 43%   | 729   | 762   | -33   |       |
| Total de su carrera | Total de su carrera    | Total de su carrera    | Total de su carrera    | 566                  | 198                  | 157                  | 211                  | 25                | 7                 | 6                 | 12                | 18                       | 7                        | 4                        | 7                        | 609   | 212   | 167   | 230   | 44%   | 800   | 820   | -20   |       |
| PJ = Partidos jugados; PG = Partidos ganados; PE = Partidos empatados; PP = Partidos perdidos; % = Efectividad; GF = Goles a favor; GC = Goles en contra; DG = Diferencia de goles 1 Incluye Descentralizado, partido extra por el descenso, partido extra por el subcampeonato, pre Libertadores y Segunda División 2 Incluye Torneo del Inca 3 Incluye Copa Merconorte, Copa Sudamericana y Preolímpico sub-23 Actualizado al 29 de noviembre de 2015. |                        |                        |                        |                      |                      |                      |                      |                   |                   |                   |                   |                          |                          |                          |                          |       |       |       |       |       |       |       |       |       |

## Palmarés

### Como director técnico

#### Campeonatos locales
| Título           | Club         | País | Año  |
| ---------------- | ------------ | ---- | ---- |
| Segunda División | Los Caimanes | Perú | 2013 |